# Kontinuierliches Intraoperatives Neuromonitoring
Das kontinuierliche intraoperative Neuromonitoring (kurz: CIONM) ist eine Weiterentwicklung des intraoperativen Neuromonitoring und ermöglicht eine effektive Echtzeitüberwachung des Nervus laryngeus recurrens über seinen gesamten anatomischen Verlauf. Geringste Veränderungen der Funktionsfähigkeit des Nervs können hiermit detektiert und Verletzungen des Nervus laryngeus recurrens während Schilddrüsenoperationen vorgebeugt werden.

## Entwicklung
Die Erstbeschreibung des kontinuierlichen Neuromonitorings erfolgte Mitte der 90er Jahre unter Wolfram Lamadé. Mit dem Doppelballontubus gelang es 1995 erstmals mit der Hilfe von Elektroden am Tubus den Nervus laryngeus recurrens transtracheal zu stimulieren und die ausgelösten Muskelaktionspotentiale an der Stimmritze abzuleiten.  2007 wurde ein neuartiges Konzept des kontinuierlichen Neuromonitorings mittels einer flexiblen Vagussonde  vorgestellt. Diverse Weiterentwicklungen in den letzten Jahren haben die Vagussonde zu einem hilfreichen, sicheren und zuverlässigen Werkzeug für den Operateur bei Schilddrüsenoperationen gemacht.

## Vorteile
Das kontinuierliche intraoperative Neuromonitoring ist eine neue Methode zur Schonung des Nervus laryngeus recurrens bei Schilddrüsenoperationen. Mit diesem Verfahren ist es erstmals möglich, eine kontinuierliche, d. h. dauerhafte, über die gesamte Operation sich erstreckende Überwachung der Stimmbandnerven sicher und stabil zu gewährleisten. Neben der intraoperativen Darstellung des anatomischen Verlaufs und der damit verbundenen Schonung der Nerven ist auch während der Operation schon eine Voraussage der postoperativen Stimmbandfunktion möglich.
Durch das neue Neuromonitoring-Verfahren soll die operative Strategie zugunsten eines noch schonenderen Vorgehens verändert werden, was gerade Problemfällen und Tumorpatienten zugutekommen soll.